# ゲルト・ファルティングス
ゲルト・ファルティングス（Gerd Faltings ドイツ語発音: [ɡɛʁt ˈfaltɪŋs], 1954年7月28日 - ）は、ドイツの数学者。専門は数論幾何学。特にディオファントス方程式、p進ガロワ表現、モジュライ空間の研究。

## 略歴・人物
1978年にミュンスター大学で博士号を取得。1981年にヴッパータール大学教授に就任。1983年にモーデル予想を証明。1986年にモーデル予想を証明した業績によりフィールズ賞を受賞。その後プリンストン大学教授を経て、2004年現在はマックス・プランク数学研究所で研究している。
プリンストン大学教授時代、Ph.D.課程に在籍していた望月新一の指導教員をしていた。

## 業績
ファルティングスはまずテイト予想とシャファレヴィッチ予想を証明してから、モーデル予想を証明した。その後、ポール・ヴォイタ (Paul Vojta) によってファルティングスの証明は一般化され、またさらにその上でファルティングスの手によってさらに一般化された。
さらにはラング予想（高次元モーデル予想）の部分的解決。p進ホッジ理論（ホッジ＝テイト予想の解決、ド・ラーム予想の解決、クリスタリンヌ予想の解決、半安定予想の別証明）と非可換p進ホッジ理論の構築、 {\displaystyle \mathbb {Z} } 上におけるトロイダルコンパクト化の構成、ディオファントス近似論におけるファルティングスの定理 (Product Theorem)、クリスタリンヌ層の構成、almost étale拡大の理論、数論的リーマン・ロッホの定理、リジッド幾何学の代数スタックへの応用などの業績がある。
モーデル予想の証明を受け取ったIHÉSのアラン・コンヌは、多少のギャップを認めつつも大筋で問題無いと回答し、ファルティングスはギャップを埋めた。

## 受賞歴
- 1986年 フィールズ賞
- 1996年 ゴットフリート・ヴィルヘルム・ライプニッツ賞
- 2014年 キング・ファイサル国際賞科学部門
- 2015年 ショウ賞数学部門
- 2017年 カントール・メダル

## 関連
- アレクサンドル・グロタンディーク
- 望月新一